# Rimhinde
|  | Denne artikel er oprettet af botten PalnaBot ud fra en ekstern database. Den kan derfor have sproglige fejl eller mangler. Denne skabelon kan fjernes efter kontrol af indholdet. |

Rimhinde er en eksperimentalfilm fra 1997 instrueret af Pernille Fischer Christensen efter manuskript af Pernille Fischer Christensen.

## Handling
Det meste af tiden ligger de og vender sig.